# Ilya Prigogine
Ilya Prigogine (ryska: Илья Романович Пригожин, Ilja Romanovitj Prigozjin), född 25 januari (12 januari enl. g.s.) 1917 i Moskva, Ryssland, död 28 maj 2003 i Bryssel, Belgien, var en belgisk kemist och fysiker. 1977 tilldelades han Nobelpriset i kemi för sin forskning om icke-jämviktstermodynamik, komplexa system och irreversibilitet, särskilt teorin för dissipativa strukturer, det vill säga öppna termodynamiska system.

## Biografi
Prigogine föddes i en judisk familj. Hans far, Roman (Ruvim Abramovich) Prigogine, var kemiingenjör utbildad vid Moskvas tekniska universitet(en) och hans mor, Yulia Vikhman, var pianist. Familjen lämnade Ryssland 1921 eftersom de var kritiska till det nya sovjetiska systemet. De flyttade först till Tyskland och sedan till Belgien 1929, där Prigogine fick belgiskt medborgarskap 1949. Hans bror Alexandre Prigogine blev ornitolog.
Prigogine var först gift med den belgiska poeten Hélène Jofé (även känd som författare under namnet Hélène Prigogine) och 1945 fick de sonen Yves. Efter deras skilsmässa gifte han sig 1961 med den polskfödda kemisten Maria Prokopowicz (även känd som Maria Prigogine) och fick 1970 sonen Pascal.
År 2003 var han en av 22 Nobelpristagare som undertecknade American Humanist Associations humanistiska manifest, Humanism and Its Aspirations: Humanist Manifesto III.

## Karriär
Prigogine studerade kemi vid Fria universitetet i Bryssel, där han 1950 blev professor. År 1959 utsågs han till chef för International Solvay Institute i Bryssel, Belgien. Samma år började han också undervisa vid University of Texas, Austin i USA, där han senare utsågs till Regental Professor och Ashbel Smith-professor i fysik och kemiteknik. Från 1961 till 1966 var han knuten till Enrico Fermi Institute vid University of Chicago och var gästprofessor vid Northwestern University. I Austin grundade han 1967 Center for Thermodynamics and Statistical Mechanics, numera Center for Complex Quantum Systems. Samma år återvände han också till Belgien, där han blev chef för Center for Statistical Mechanics and Thermodynamics.
Prigogine erhöll erkännande genom medlemskap i flera vetenskapliga organisationer, och hans arbete belönades med ett flertal utmärkelser och priser. Han mottog även 53 akademiska hederstitlar för sina bidrag inom vetenskapen. År 1955 tilldelades han Francquipriset för exakta vetenskaper. För sin studie i irreversibel termodynamik fick han Rumfordmedaljen 1976 och 1977 Nobelpriset i kemi. År 1989 tilldelades han titeln vicomte i den belgiska adeln av Belgiens kung. Fram till sin död var han ordförande för International Academy of Science, München och var 1997 en av grundarna av International Commission on Distance Education (CODE), en världsomspännande ackrediteringsbyrå. Prigogine blev hedersdoktor vid Heriot-Watt University 1985 och 1998 tilldelades han ett hedersdoktorat av UNAM i Mexico City.

## Vetenskapligt arbete
Prigogine är mest känd för sin definition av dissipativa strukturer och deras roll i termodynamiska system långt ifrån jämvikt. Sammanfattningsvis upptäckte Prigogine att import och spridning av energi till kemiska system kan leda till framväxten av nya strukturer (därför kallade dissipativa strukturer) på grund av intern självomorganisation. I sin text från 1955 drog han kopplingar mellan dissipativa strukturer och Rayleigh-Bénard-instabiliteten och Turingmekanismen.
Dissipativ strukturteori ledde till banbrytande forskning inom självorganiserande system, liksom filosofiska undersökningar av bildandet av komplexitet i biologiska enheter och strävan efter en kreativ och irreversibel tidsroll i naturvetenskapen.
Tillsammans med professor Robert Herman utvecklade han också grunden för tvåvätskemodellen, en modell för trafik i städer, analog med tvåvätskemodellen i klassisk statistisk mekanik.
Under hans senare år koncentrerade sig hans arbete på indeterminismens grundläggande roll i icke-linjära system på både klassisk nivå och kvantnivå. Prigogine och hans medarbetare föreslog en Liouvillerumutvidgning av kvantmekaniken. Ett Liouvillerum är vektorrummet som bildas av uppsättningen (självadjungerade) linjära operatorer, utrustade med en inre produkt, som verkar på ett Hilbertrum. Det finns en avbildning av varje linjär operator till Liouvillerummet, men inte alla självadjungerade operatorer i Liouvillerummet har en motsvarighet i Hilbertrummet, och i den meningen har Liouvillerummet en rikare struktur än Hilbertrummet. Förslaget syftade till att lösa termodynamikens tidspilproblem och kvantmekanikens mätproblem.